# Обстріли Білої Церкви
Обстріли Білої Церкви — ракетні удари російської армії по місту Біла Церква Київської області, під час російського вторгнення в Україну 2022 року.

## Історія
24 лютого зранку, одразу після початку вторгнення, росіяни завдали ракетного удару по аеродрому «Гайок».
28 лютого 2022 завдано авіаудару по одному з міських гуртожитків. П'ятиповерхова будівля зазнала руйнувань. На місце обстрілу виїхала служба ДСНС.
2 березня 2022 російські війська завдали ракетного удару поблизу Горбатого мосту.
5 березня 2022 російські окупанти завдали авіаудару по Білій Церкві — пошкоджено понад 20 житлових будинків. Повітряні тривоги у місті лунають майже щоденно.
5 жовтня 2022 росіяни атакували Білу Церкву дронами-камікадзе іранського виробництва Shahed-136. Зазнали пошкоджень 3 будівлі інфраструктури.
16 грудня 2022 завдано ракетного удару по білоцерківській ТЕЦ, через що місто на декілька годин опинилось знеструмленим.